# Liceu de nois de Luxemburg
El Liceu de nois de Luxemburg (francès: Lycée de garçons de Luxemburg) és una escola secundària a la ciutat de Luxemburg. Es troba al barri de Limpertsberg, al nord-oest de la ciutat i és considerat actualment com una institució secundària superior a Luxemburg.
L'escola va ser fundada el 1892, sota el nom d'École Industrielle et commerciale, com a annex a l'Ateneu de Luxemburg, l'escola més antiga de Luxemburg. El 1908, l'escola es va traslladar al seu actual emplaçament a Limpertsberg, quan una nou edifici va ser construït allà per 560.000 francs. L'escola va ser rebatejada amb el seu títol actual, el 28 d'abril de 1945.